# 襄國太夫人
襄國太夫人韩氏（？—？），宋朝皇族女性，为宋英宗赵曙的父亲濮安懿王赵允让继室夫人，封襄國夫人。
宋英宗继位后的治平元年（1064年），韩琦、欧阳修等奏请尊礼濮安懿王及谯国夫人王氏、襄国夫人韩氏、仙游县君任氏（英宗生母），首先尊三夫人为太夫人。之后，尊礼帝后之事引起与司马光、吕诲、范纯仁、吕大防等台谏大臣的濮议之争。最终，治平三年（1066年），由于宋英宗强烈意愿，使曹太后认可尊濮安懿王为濮安懿皇，谯国太夫人王氏、襄国太夫人韩氏、仙游县君任氏并称后。立濮王与仙游县君园陵。但是，仙游县君、赵允让都没有获得明确的帝后尊号，随着英宗的去世，事情不了了之。元豐二年（1079年），宋神宗下詔以濮安懿王三夫人可並稱王夫人。